# Lestrigonus bengalensis
Lestrigonus bengalensis is een vlokreeftensoort uit de familie van de Lestrigonidae. De wetenschappelijke naam van de soort is voor het eerst geldig gepubliceerd in 1887 door Giles.